# علي فيض إتشي
علي فيض إتشي (مواليد 24 ديسمبر 1996) لاعب كرة قدم قطري من أصل إيراني يجيد اللعب في خط الدفاع مع نادي مسيمير.

## مسيرة اللاعب
كانت بداياته مع نادي مسيمير و لعب بعدها مع نادي السد و النادي الأهلي ونادي مسيمير.

## روابط خارجية
- علي فيض إتشي على موقع Soccerway.com (الإنجليزية)